# Рик и Морти
„Рик и Морти“ (на английски: Rick and Morty) е американски анимационен телевизионен сериал, създаден от Дан Хармън и Джъстин Ройланд. Дебютира на 2 декември 2013 г. в САЩ, като част от блока за възрастни на Cartoon Network - Adult Swim, и по-късно е добавен към Netflix
Първи сезон се състои от 11 епизода и завършва на 14 април 2014 г.
Предаването получава много позитивни отзиви. При IMDb получава оценка 9,2 от 10 и се нарежда като един от най-високо оценените на всички времена от потребителите в сайта.

## Сюжет
Рик, учен и алкохолик, и неговият 14-годишен внук Морти, ходят на различни научнофантастични приключения. Попадат в много странни и опасни ситуации, от които Рик импровизирано излиза.